# Округ Мијава
Округ Мијава (слч. Okres Myjava) округ је у Тренчинском крају, у Словачкој Републици. Административно средиште округа је град Мијава.

## Географија
Налази се у западном дијелу Тренчинског краја.
Граничи:
- на сјеверу је Чешка Република,
- источно Округ Ново Место на Ваху,
- западно и јужно Трнавски крај.

Клима је умјерено континентална.

## Становништво
| Година:    | 1994.  | 2004.   | 2014.   | 2024.   |
| ---------- | ------ | ------- | ------- | ------- |
| Број људи: | 30 018 | 28 527  | 27 083  | 24 809  |
| Разлика:   |        | -4,96 % | -5,06 % | -8,39 % |

| Година:    | 2023.  | 2024.   |
| ---------- | ------ | ------- |
| Број људи: | 25 013 | 24 809  |
| Разлика:   |        | -0,81 % |

Према подацима о броју становника из 2011. године округ је имао 27.460 становника. Словаци чине 91,38% становништва.
| Етнички састав (2011)‍ | Етнички састав (2011)‍ | Етнички састав (2011)‍ | Етнички састав (2011)‍ | Етнички састав (2011)‍ |
| --------------------- | --------------------- | --------------------- | --------------------- | --------------------- |
|                       |                       |                       |                       |                       |
| Словаци               | Словаци               |                       | 0                     | 91,38%                |
| Чеси                  | Чеси                  |                       | 0                     | 0,91%                 |
| остали, непознато     | остали, непознато     |                       | 0                     | 7,71%                 |

## Насеља
У округу се налази два града и 15 насељених мјеста. Градови су Брезова под Брадлом и Мијава, насеља Брестовец, Буковец, Врбовце, Јаблонка, Костолње, Кошариска, Крајње, Подкилава, Пољанка, Порјадје, Прјепасње, Рудњик, Стара Мијава, Хвојњица и Храшње.